# 新铺乡 (关岭布依族苗族自治县)
新铺乡，是中国贵州省安顺市关岭布依族苗族自治县下辖的一个乡镇级行政单位。

## 行政区划
新铺乡共辖以下地区：
新光村、大盘江村、胡生沟村、岭丰村、大坪村、巴茅林村、纳麻村、凉帽村、江西坪村、农场村、松德村、黄丰村、白云村、麻洼村、沙兴村、炭山村。